# Себаніко
Себаніко (ісп. Cebanico) — муніципалітет в Іспанії, у складі автономної спільноти Кастилія-і-Леон, у провінції Леон. Населення — 195 осіб (2010).
Муніципалітет розташований на відстані близько 280 км на північний захід від Мадрида, 46 км на схід від Леона.
На території муніципалітету розташовані такі населені пункти: (дані про населення за 2010 рік)
- Себаніко: 21 особа
- Коркос: 11 осіб
- Мондреганес: 56 осіб
- Кінтанілья: 18 осіб
- Ла-Ріба: 17 осіб
- Санта-Олаха-де-ла-Аксьйон: 27 осіб
- Вальє-де-лас-Касас: 45 осіб

## Демографія
Динаміка населення (INE ):